# جزر البليار
جزر البَلْيَار أو جزر البَلِيَار (بالإسبانية: Islas Baleares، بالكتالانية: Illes Balears) منطقة تقع في شرق إسبانيا، من سبعة عشر مناطق حكم ذاتي في إسبانيا.
عاصمتها هي مدينة ميورقة المعروف أيضًا باسم بَلْمَة ميورقة، تنفرد المنطقة بمقاطعة واحدة وهي جزر البليار.

## أصل التسمية
اسم جزر البليار الرسمي بالكاتالونية؛ هو إليس باليرز Illes Balears، بينما بالإسبانية فتعرف ب إيسلاس بالياريس Islas Baleares. أما كلمة «البليار» فهي مشتقة من اليونانية (Γυμνησίαι/جيمنسي وΒαλλιαρεῖς/بالياريس)، وباللاتينية (بالياريس Baleares).
هناك عدة نظريات حول أصل تلك الأسماء اليونانية واللاتينية القديمة لجزر جيمنسي وبالياريس، نذكر منها اثنان:
الأولى: هي وفقاً للشاعر اليوناني ليكوفرون الكسندرا، كانت الجزر تسمى جيمنسي Γυμνησίαι (جيمنوس γυμνός وتعني عاري في اليونانية)، وذلك لأن سكانها غالباً ما كانوا عراة، بسبب المناخ المعتدل طوال العام.
الأخرى وهي الأعم: استمد الكتاب اليونانيون والرومان اسم الشعب من مهاراتهم في الرماية (بالياريس βαλεαρεῖς، بالو βάλλω وتعنى يطلق أو يرمي)، مع أن سترابو اعتبر الاسم من أصل فينيقي. ولاحظ أنها تشابه بين الكلمة الفينيقية واليونانية التي تعني الجنود ذو التسليح الخفيف، والمعروفين باسم جمينتاس γυμνῆτας‏.
كانت تعرف أيام الحكم العربي للأندلس باسم الجزائر الشرقية.

## اللغات
اللغات الرسمية في جزر الباليار هي الإسبانية والكاتالونية.

## الجغرافيا
تتكون جزر البليار أساساً من أربع جزر كبرى رئيسية، تحيط بها عشرات الجزر الصغيرة المتناثرة حولها، وهي جزيرة ميورقة (عاصمة جزر البليار وأكبرها مساحة)، جزيرة منورقة (Menorca)، جزيرة ايبيزا (Ibiza) وفورمينتيرا (Formentera) التي هي أصغرهم، ولم تذكر في كتب التاريخ القديم، ويبدو أنها كانت مهجورة وغير صالحة لرسو السفن.
هناك جزر صغيرة منها جزيرة كابريرا وتقع فيها حديقة كابريرا الوطنية. وتنقسم تلك الجزر إلى مجموعتين، يطلق على مايورقة ومنورقة وكابريرا اسم جزر الجرداء (بالإسبانية: Islas Gimnesias)‏. أما مجموعة ابيزا وفورمنتيرا فيطلق عليها اسم جزر صنوبرية (بالإسبانية:Islas Pitiusas).
تقع المقدمة البليارية شمال الجزر وهي نطاق بحري كثيف على منحدر جرف في جزر البليار وهي مسؤولة عن بعض خصائص دفق السطح لبحر البليار.
تبلغ مساحة جزر البليار 4.992 كم² (سابع عشر أكبر منطقة من حيث المساحة في إسبانيا).
|  |  |  | ميورقة     |
|  |  |  | منورقة     |
|  |  |  | يابِسة      |
|  |  |  | فورمينتيرا |
|  |  |  | كابريرا    |

## التاريخ

### التاريخ القديم

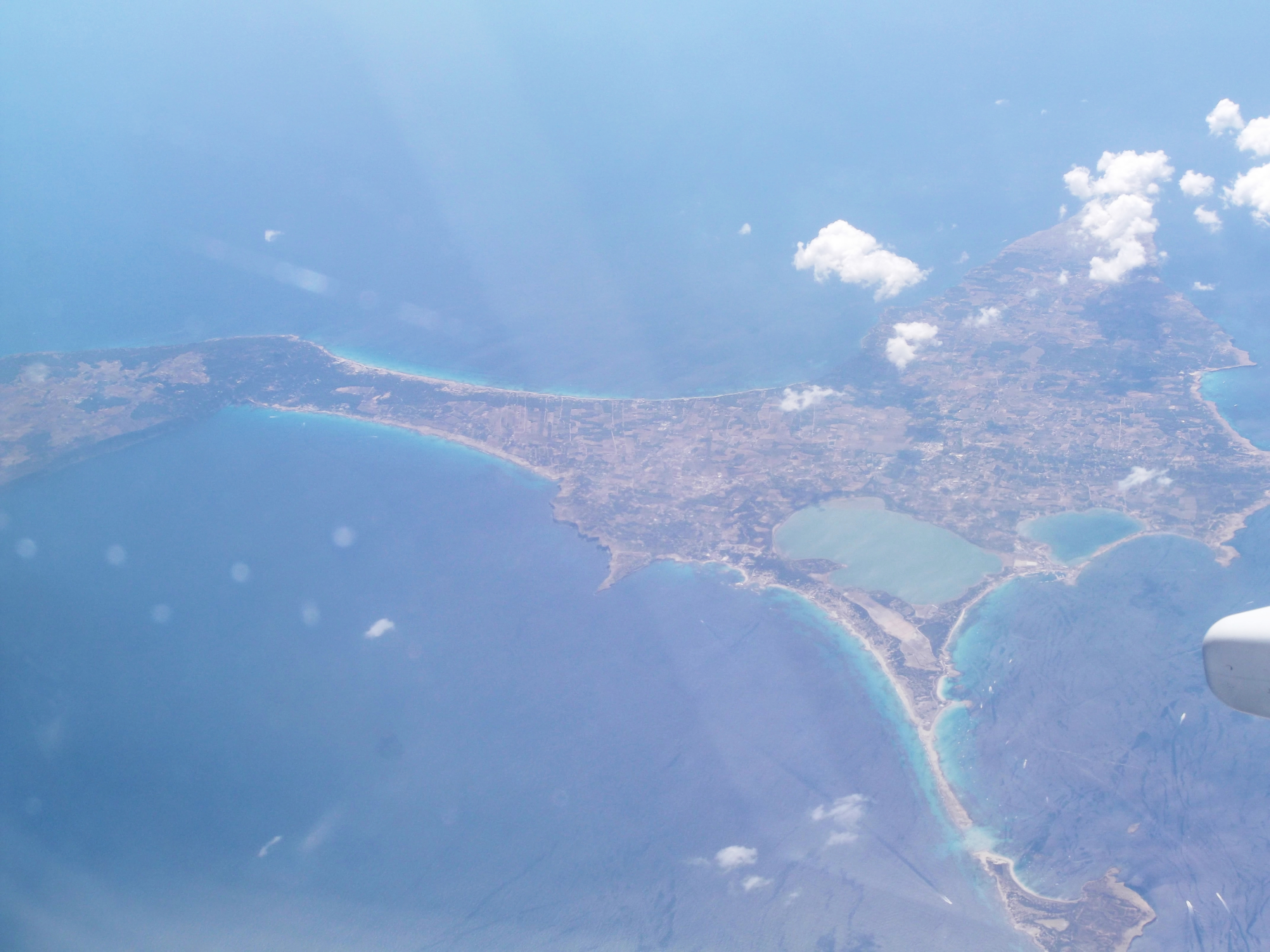
جزر البليار من الطائرة.

لا يعرف الكثير عن تاريخ سكان الجزر الأوائل على الرغم من وجود العديد من الأساطير. فالقصة التي بقيت محفوظة من ليكوفران أنه كان هناك حطام سفينة بيوتية ظلت مرمية بالعراء في الجزر. هناك أيضاً قصة قديمة بأن الجزر قد استعمرتها جزيرة رودس بعد حرب طروادة.
سكان تلك الجزر هم خليط متنوع من البشر ولهم تأثيل شعبي خاص، حتى أتى الفينيقيين فألبسوهم ثياباً واسعة يحدها الستر. في قصص أخرى بأنهم لم يكونوا عراة إلا في حرارة الصيف.

### الوندال
كان جايسريك أعظم ملوك وندال على الإطلاق. من أهم ما قام به هو بناء أسطول بحري. في عام 429 م عين ملكاً على الوندال. قام بعبور مضيق جبل طارق واتجه شرقاً نحو قرطاج. في عام 435 م منح الرومان جايسريك مناطق في شمال إفريقيا. في عام 439 م سقطت قرطاج في يد الوندال وبعدها قام جايسريك بغزو صقلية وسردانية وقرشقة وجزر البليار وأدخلهم في ملكه.

### جستنيان الأول
استطاع جستنيان الأول أن يعيد للدولة الرومانية عزها الأول باستعادته جزئاً كبيراً من مساحتها الأولى، فإنه قد أعاد إخضاع دلماسية وإيطاليا وكل شمال أفريقيا وجزر البحر الأبيض في الغرب وهي جزر صقلية وقرشقة وسردانية وجزر البليار.

### موسى بن نصير
لما تولي الوليد بن عبد الملك الخلافة قام بعزل حسان بن النعمان واستعمل موسى بن نصير بدلاً منه وكان ذلك في عام 89 هـ وكان أن قامت ثورة للبربر في بلاد المغرب طمعاً في البلاد بعد مسير حسان عنها فوجه موسى ابنه عبد الله ليخمد تلك الثورات ففتح كل بلاد المغرب واستسلم آخر خارج عن الدولة وأذعن للمسلمين. قام موسى بن نصير بإخلاء ما تبقى من قواعد للبيزنطيين على شواطئ تونس وكانت جهود موسى هذه في إخماد ثورة البربر وطرد البيزنطيين هي المرحلة الأخيرة من مراحل فتح بلاد المغرب العربي. لم يكتف موسى بذلك بل أرسل أساطيله البحرية لغزو جزر البليار البيزنطية الثلاث ميورقة ومنورقة ويابسة وأدخلها تحت حكم الدولة الأموية.

### معركة العقاب
بعد معركة العقاب على جبهة أخرى قام ملك أراغون وكونت برشلونة جيمس الأول بالتوسع في مملكته فقام بضم جزر البليار بين عامي 1228 م و1232 م ومدينة بلنسية عام 1238 م.

## التقسيمات الإدارية
تنقسم منطقة جزر البليار إلى مقاطعة رئيسية واحدة، وهي:
| المقاطعة    | الاسم بالإسبانية | عدد السكان | عدد البلديات |
| ----------- | ---------------- | ---------- | ------------ |
| جزر البليار | Islas Baleares   | 1.113.114  | 67           |

## معرض صور

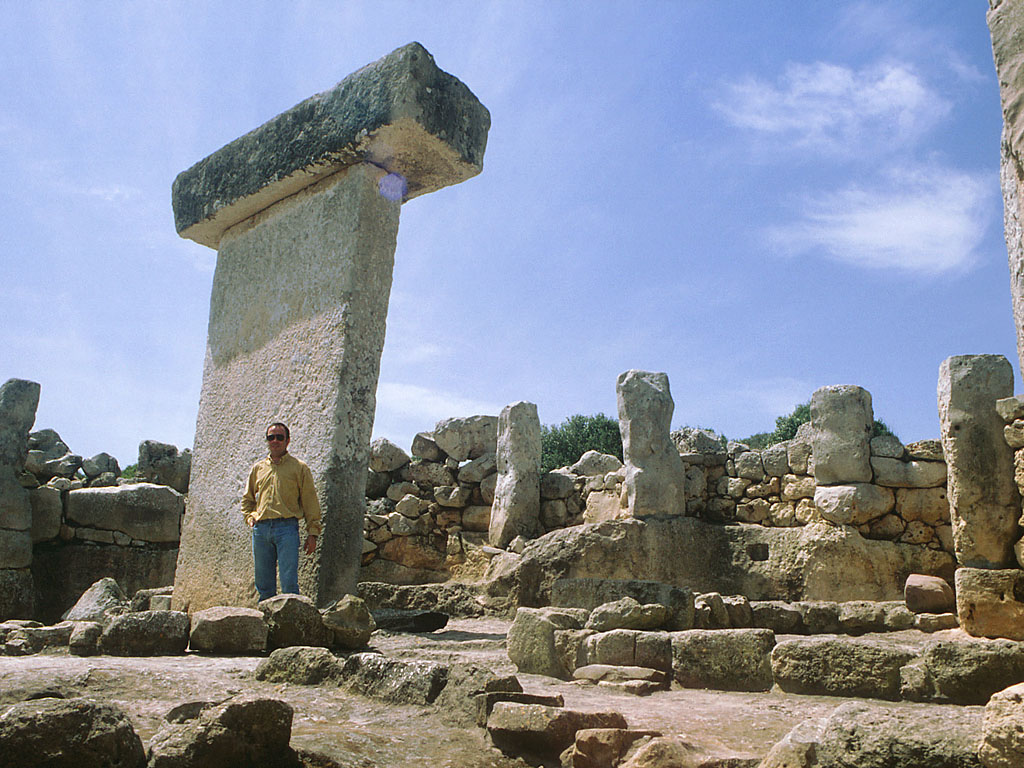
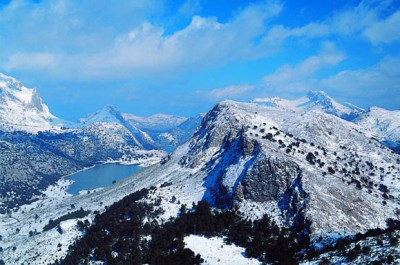
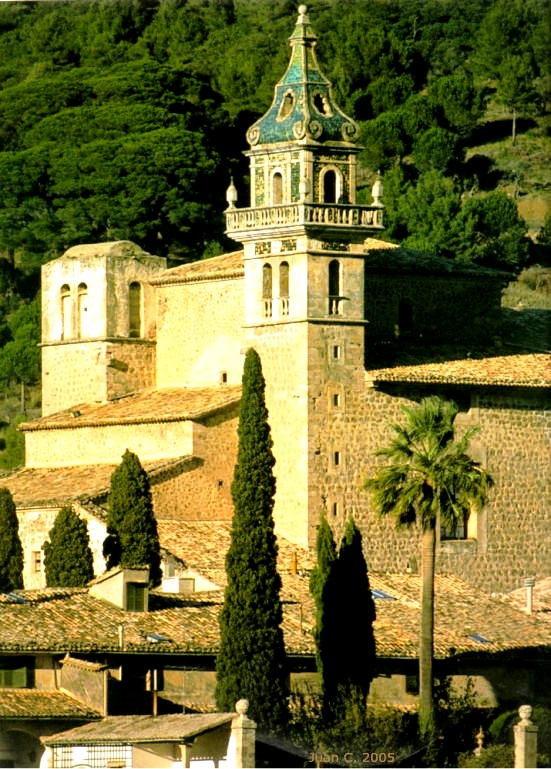
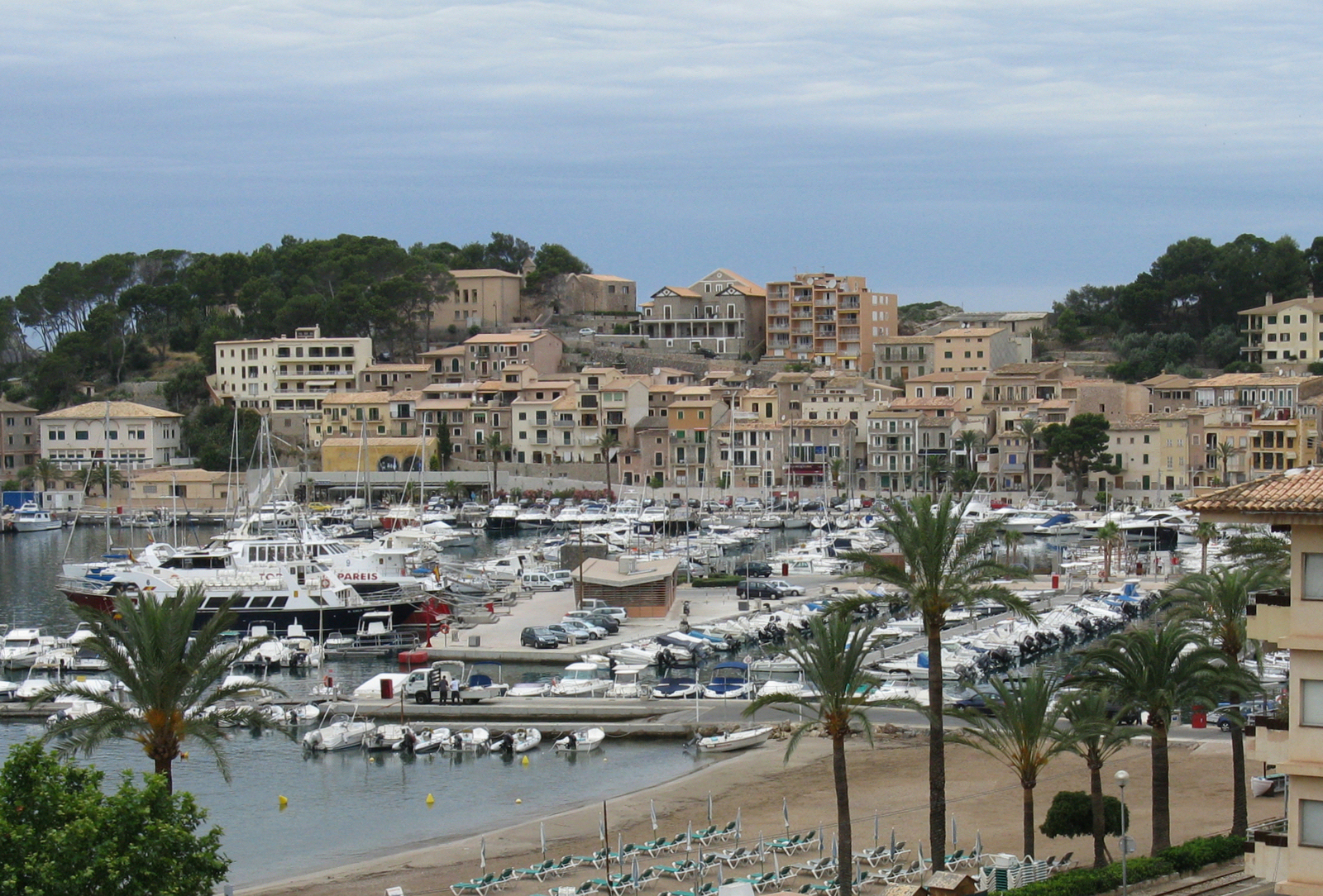
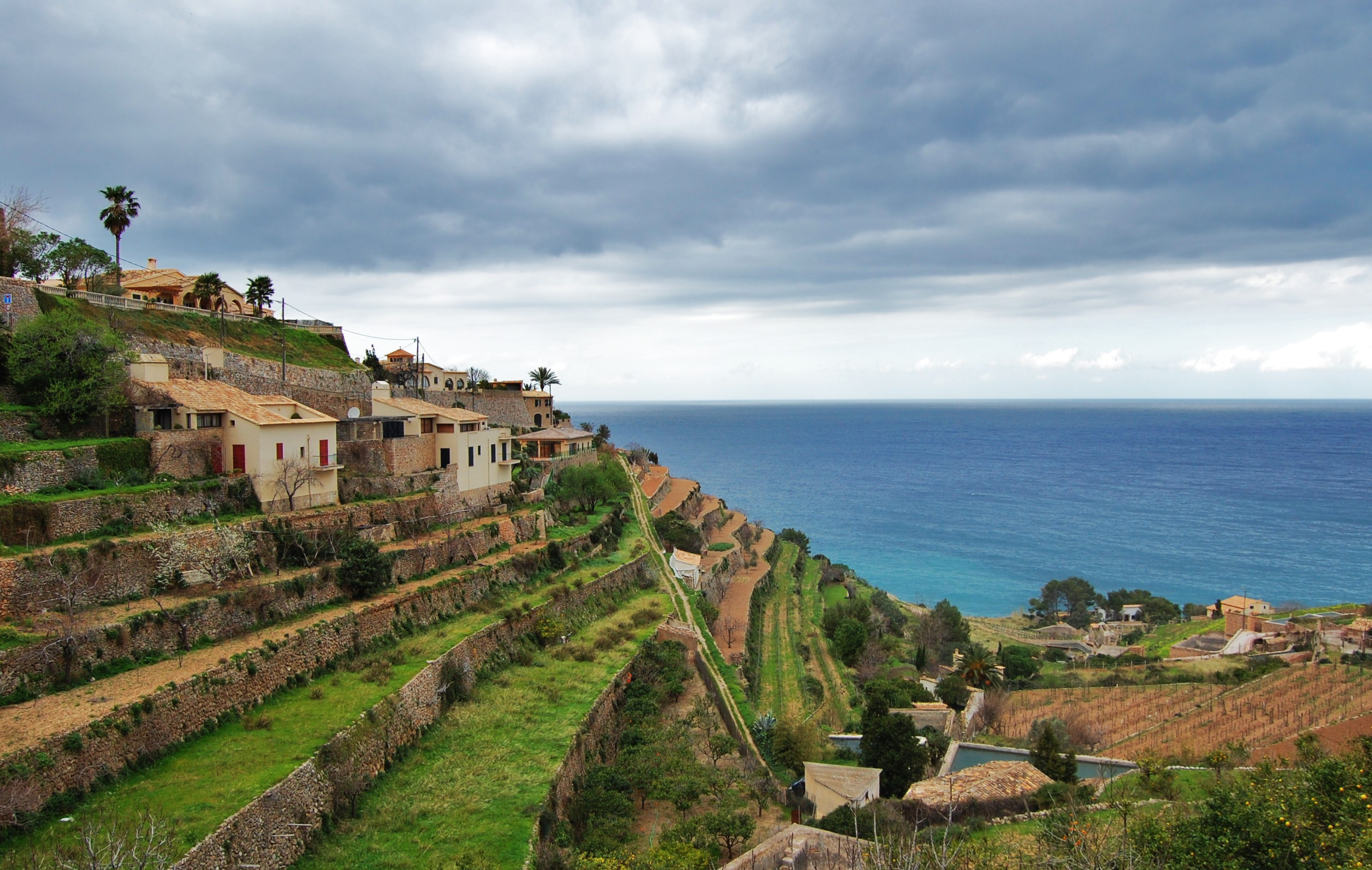
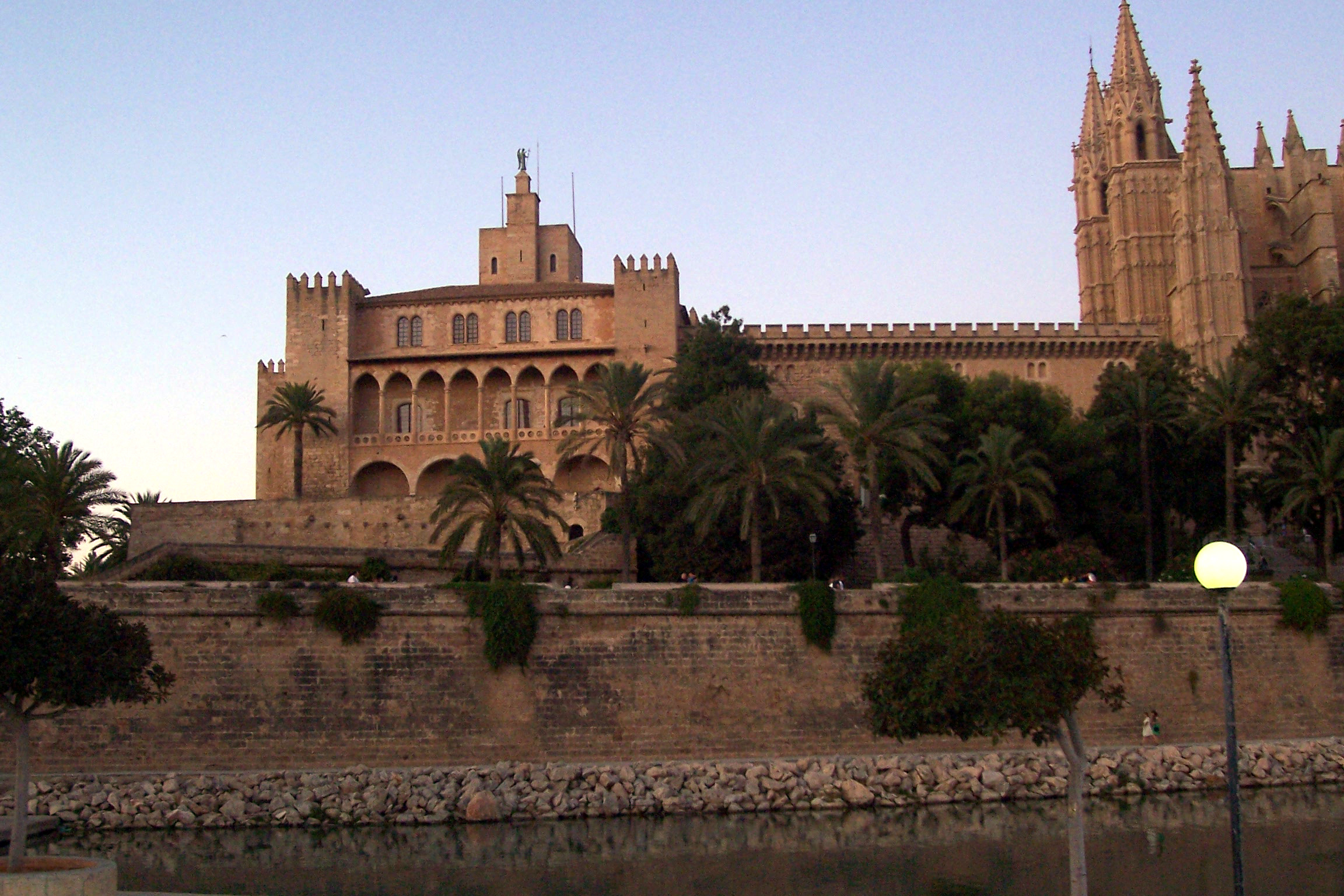

## أنظر ايضاً
- مرصد مايوركا الفلكي